# سن نیکولاس د لوس گارزا
سن نیکولاس (به اسپانیایی: San Nicolás de los Garza) از شهرهای کشور مکزیک است که در ایالت نوئوو لئون قرار دارد و جمعیت آن طبق سرشماری سال ۲۰۱۰ میلادی ۴۴۳٬۲۷۳ نفر بوده است.